# 烏博伊納亞河
73°37′N 83°23′E / 73.617°N 83.383°E
烏博伊納亞河（俄语：Убойная），是俄羅斯的河流，位於該國中部克拉斯諾亞爾斯克邊疆區，發源自貝蘭加山脈，流經泰梅爾半島，最終注入喀拉海，河道全長91公里。